# Едіт Скоб
Еді́т Скоб (фр. Édith Scob; 21 жовтня 1937, Париж, Франція — 26 червня 2019) — французька театральна та акторка кіно і телебачення. Дворазова номінантка на здобуття кінопремії «Сезар» (у 2009 і 2013 роках) в категорії Найкраща акторка другого плану .

## Біографія
Едіт Скоб онука російського генерала Добровольчої армії Володимира Скобельцина. У 1976-у році, разом з чоловіком — композитором Жоржем Апергісом, створила в містечку Баньоле під Парижем експериментальну Майстерню театру і музики (ATEM). Активно знімається на телебаченні.

## Кар'єра в кіно
Як акторку Едіт Скоб відкрив кінорежисер Жорж Франжю (Головою об стіну, 1958, Очі без обличчя, 1959). Згодом її запрошували у свої фільми Луїс Бунюель, Андре Кайят, Жак Ріветт, Ів Буассе, Жульєн Дювів'є, Анджей Жулавський, Рауль Руїс, Жан-Поль Раппно, Педру Кошта, Патріс Леконт, Леос Каракс, Олів'є Ассаяс, П'єр Рішар, Крістоф Ганс, Габріель Агійон та інші відомі кінорежисери.

## Фільмографія (вибіркова)
Загалом фільмографія Едіт Скоб нараховує понад 100 кіно-, телефільмів та серіалів, у яких вона знімалася.
- 1957 — Людина в непромокальному плащі / L'Homme à l'imperméable
- 1958 — Головою об стіну / La Tête contre les murs
- 1960 — Очі без обличчя / Les Yeux sans visage
- 1961 — Убивця з телефонного довідника / L'assassin est dans l'annuaire
- 1962 — Спекотний суд / La Chambre ardente
- 1962 — Човен Еміля / Le Bateau d'Émile
- 1965 — Самозванець Тома / Thomas l'imposteur
- 1966 — Жанна на багатті / Jeanne au bûcher — Жанна д'Арк
- 1969 — Чумацький шлях / La Voie lactée
- 1972 — Стара діва / La Vieille Fille
- 1976 — Акробат / L'Acrobate
- 1977 — Кожному своє пекло / À chacun son enfer
- 1982 — Тисяча мільярдів доларів / Mille milliards de dollars
- 1983 — Убивче літо / L'été meurtrier
- 1989 — Радіо Ворон / Radio Corbeau
- 1991 — Мріяти не шкідливо / On peut toujours rêver
- 1991 — Коханці з Нового мосту / Les Amants du Pont-Neuf
- 1993 — Психи на волі / La Cavale des fous
- 1995 — Світ знизу / Casa de Lava
- 1999 — Віднайдений час / Le Temps retrouvé
- 1999 — Вірність / La Fidelite
- 2001 — Сильні душі / Les Âmes fortes
- 2001 — Братство вовка / Le Pacte des loups — графиня де Моранжья
- 2001 — Відок / Vidocq — Сільвія, власниця бордель
- 2002 — Бригада по-французьки / La Mentale
- 2003 — Щасливої дороги! / Bon Voyage — мадам Арбісот
- 2003 — Той день / Ce jour-là
- 2005 — Безіменний палець / L'Annulaire
- 2007 — Кадрове питання / La Question humaine
- 2008 — Літній час / L'heure d'été
- 2008 — Я тебе з'їм / фр. Je te mangerais
- 2012 — Корпорація «Святі мотори» / Holy Motors'
- 2013 — Наприклад, Електра / Par exemple, Électre
- 2014 — Інша Боварі / Gemma Bovery — мадам де Брессіньї
- 2015 — Сім'я в оренду / Une famille à louer — мадам Деляланд
- 2016 — Майбутнє / L'avenir — Іветта

## Робота в театрі
У театрі Едіт Скоб працювала з Антуаном Вітезом, Клодом Режі, Люком Бонді та ін., грала в п'єсах Шекспіра, Мольєра, Ібсена, Чехова, С. Беккета, Ж. Ануя, Томаса Бернгарда. Виступала як режисер (Молодець Марини Цветаєвої на Авіньйонському фестивалі (1993), та ін.).

## Визнання
| Премія «Сезар» |                                |                           |           |
| 2009           | Найкраща акторка другого плану | Літній час                | Номінація |
| 2013           | Найкраща акторка другого плану | Корпорація «Святі мотори» | Номінація |